# Fauna Europaea
Fauna Europaea – internetowy katalog zawierający informacje (m.in. dane systematyczne i rozmieszczenie) o wszystkich zwierzętach, lądowych i zasiedlających zbiorniki słodkowodne, występujących na terenie Europy. Projekt Fauna Europaea został sfinansowany przez Komisję Europejską w ramach Piątego Programu Ramowego (5FP).